# Berkshiresvin

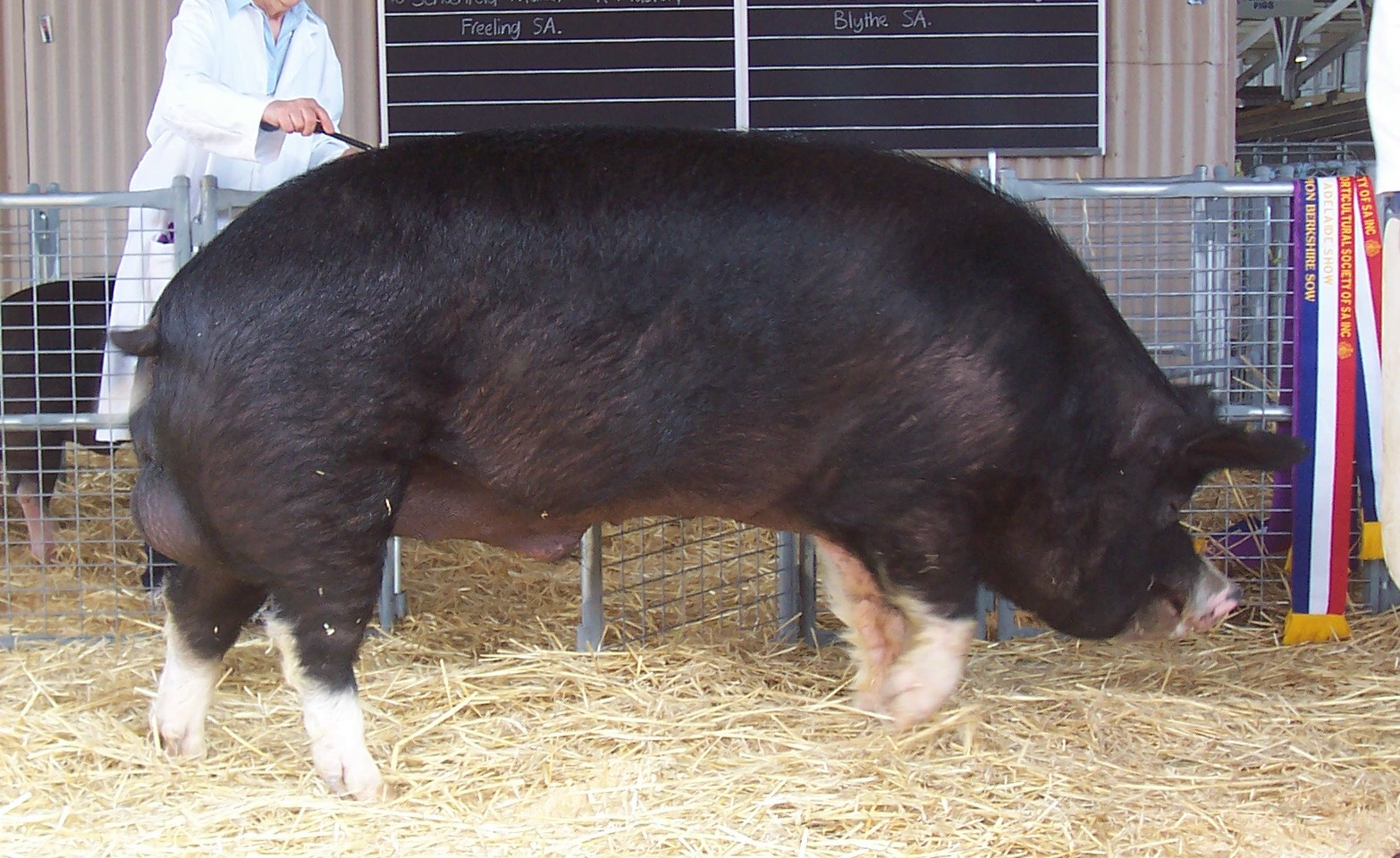
Berkshiregris

Berkshire är en brittisk svinras, numera förekommande över hela världen.
Färgen är svart med vita tecken på trynet, fötterna och svansspetsen. Öronen är små och upprättstående. Kroppen är medelstor av utpräglad gödsvinstyp.
Berkshire är en brittisk grisras som har sitt ursprung i Thamesdalen (vissa påstår runt Wantage i Oxfordshire, men detta är oklart; rasens har fått sitt namn efter Berkshire) omkring 1790. Denna gris var ursprungligen rödbrun i färgen och hade svarta fläckar. Kroppen var lång och tjock, huvudet stort, öronen stora och hängande, lemmarna korta och benstommen och skelettet kraftfullt.
I början av 1800-talet korsades kinesiskt och östasiatiskt blod in, vilket gjorde rasen magrare och gav den ett lättare skelett med mindre huvud och öron, som förblev stående. I mitten av 1900-talet var rasen nästan utrotad. Sedan inleddes ett arbete för att korsa in blodslinjer från Australien, Nya Zeeland och USA, vilket har gett resultat i efterhand.
Berkshire-grisen verkar nu ha övervägande svart färg, med en rödbrun färgton på underkroppen och på bringan och vit färg i ansiktet, på svansspetsen och på den nedre delen av benen. Köttet har fin struktur och en tydligt kraftfull smak. Slaktfärdig gris ska väga cirka 36-45 kg när det slaktas. Den slaktas således snabbt, men liten. Både suggor och galtar används som avelsgrisar vid kombinationer av olika raser för köttproduktion. Korsning med vita grisar ger vit avkomma, men avkomman ärver Berkshire-grisarnas motståndskraft mot kalla temperaturer och rasens enkla näringsbehov. Exporten av kött från rena Berkshiresvin sker också, till exempel till länder i Fjärran Östern, där köttet räknas som en exotisk delikatess.